# 鍾任壁
鍾任壁（1932年—2021年9月5日），雲林縣西螺鎮人，台灣布袋戲操偶藝師，新興閣掌中劇團第五代傳人。因演出時總是身著西裝，故有「布袋戲紳士」之稱。

## 生平

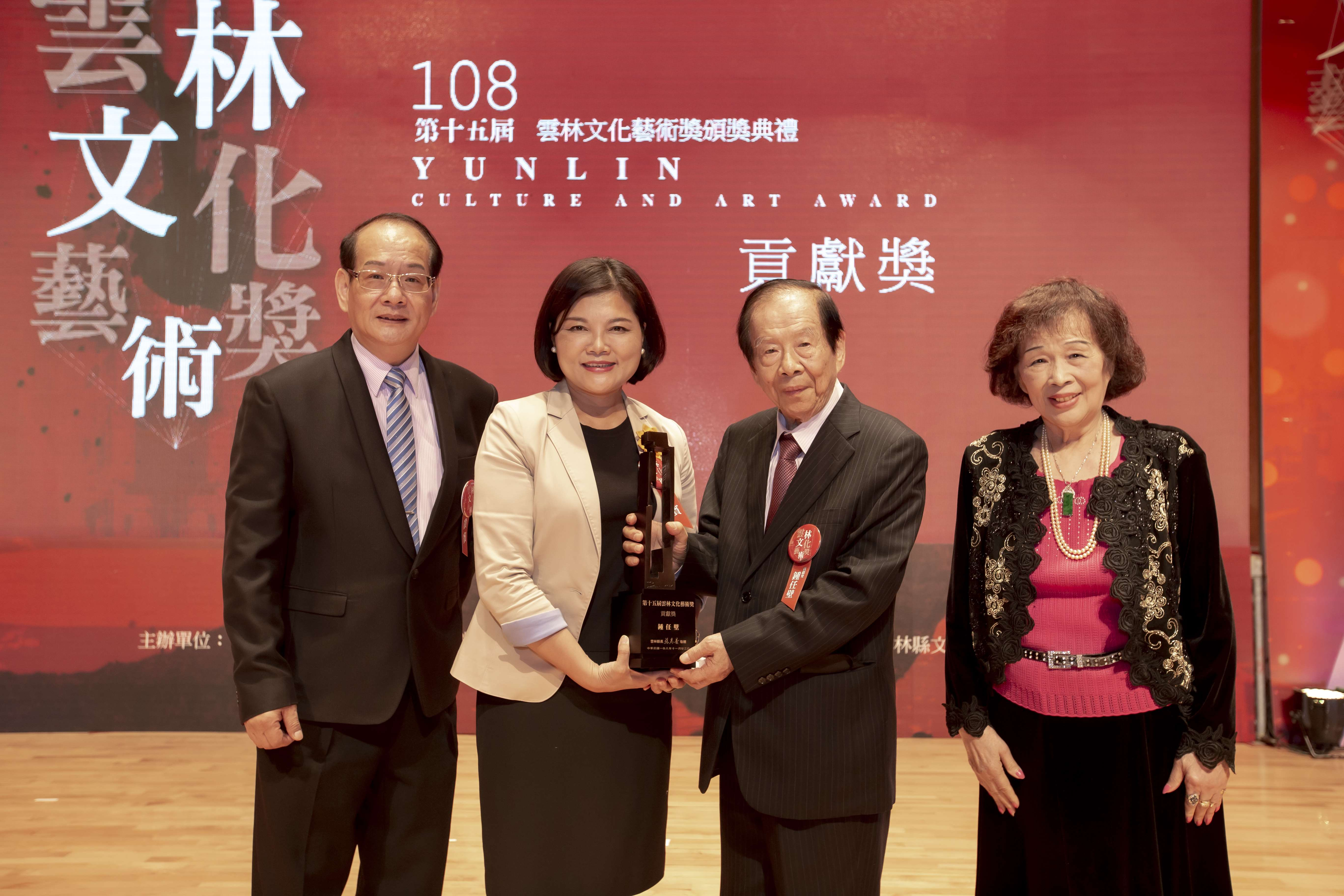
2019年11月，雲林縣長張麗善頒授雲林文化藝術獎貢獻獎給鍾任壁。

出生於西螺的布袋戲世家，父親鍾任祥。鍾任壁自14歲起就在父親、叔父的演出活動中幫忙，16歲時首度擔任日間主演。
鍾任壁與排戲先生吳天來合作多年，編排出《奇俠怪影》、《大俠百草翁》等戲碼，其中1953年的《大俠百草翁》極具盛名。
1965年、1968於教育廳舉辦的全省戲劇比賽兩度獲得冠軍。1971年起轉入建築業。1980年代重拾舊業，並經常率團赴外國演出，一生中共去過超過60個國家、演出600場次以上。
1982年應日本現代人形劇協會之邀首度赴日本演出，此後多次赴日本演出，包括2011年日本發生三一一大地震後率團至仙台、福島和東京等地義演撫慰災民。日本劇團Minwa座負責人山形文雄稱讚鍾任壁表演的布袋戲是他所見過世界各地人偶劇中最為獨特的。
1988年起展開「掌中戲入校園」計畫，擔任國立台灣大學、國立政治大學、淡江大學、國立三重高中、孝威國小等學校及台北觀護所的指導老師。鄭麗君在就讀國立台灣大學期間成立台大掌中戲團，便邀請到鍾任壁擔任指導老師。2006年至2013年間，受雲林科技大學文化資產維護系聘為兼任教授，開授布袋戲技藝課程。
2021年9月5日，去世，享壽90歲。

## 身後
2021年9月24日，記述鍾任壁生平的紀錄片《掌中傳啟》首映。2022年3月11日至5月1日，雲林縣政府文化觀光處在雲林布袋戲館展出四百件鍾任壁生前收藏的盔帽、服飾、戲偶、輿轎等文物。

## 家庭
妻子：鍾林秀
子女：鍾任俊、鍾任霖、鍾任樑

## 榮譽
- 1991年，教育部「民族藝術薪傳獎」[3]。
- 1992年，「台北市榮譽市民」[11]。
- 2003年，雲林縣政府「文化特別貢獻獎」[3]。
- 2003年，台北市政府「布袋戲終身成就獎」[3]。
- 2003年，入選英國劍橋「國際傳記中心（英语：International Biographical Centre）」之「21世紀台灣偶戲表演藝術傑出人物」[3]。
- 2009年，「台北傳統藝術藝師」[3][12]。
- 2013年11月，台灣國際幸福家庭協會「十大幸福家庭楷模」（與妻子鍾林秀共同獲獎）[13]。
- 2015年8月3日，中華民國駐日代表處台灣文化中心頒發感謝狀[14]。
- 2016年，「國家三等景星勳章」[3]。
- 2017年，教育部「藝術教育貢獻獎」之「終身成就獎」[3]。
- 2019年，雲林縣政府「雲林文化藝術獎」之「貢獻獎」[3][15]。
- 2021年9月，身後獲頒總統褒揚令[16]。

## 外部連結
- YouTube上的《掌中傳啟》